# Krokus
Krokus foi uma banda de hard rock/heavy metal da Suíça. As vendas da banda passam, conforme estimativas, dos 30 milhões de álbuns vendidos no mundo todo , incluindo um disco de platina e outro de ouro nos Estados Unidos.
Krokus foi fundada em Soleura no ano de 1974 pelo baixista (e primeiro vocalista) Chris von Rohr e o guitarrista Tommy Kiefer. O ex-vocalista da banda Eazy Money Marc Storace se juntou à banda como vocalista a partir do álbum Metal Rendez-vous de 1980.

## História
Krokus gozou de grande popularidade nos anos 80 em algumas partes da Europa e dos Estados Unidos. Fizeram turnê com bandas como Nazareth na Europa e AC/DC, Motörhead, Rainbow, Rush, Def Leppard, Judas Priest e Sammy Hagar nos Estados Unidos.

Chris von Rohr, que costumava ser baterista se tornou vocalista no meio dos anos 70. Com esta formação eles fizeram grande sucesso na Suíça e excursaram por todo país. Depois de verem um concerto de AC/DC, a banda decidiu mudar para uma banda de riff-rock. Rohr não conseguia alcançar a terceira oitava então decidiram procurar por outro vocalista. Eventualmente, Marc Storace das bandas TEA e Eazy Money fora demitido e entrou na banda para gravar o álbum Metal Rendez-vous e, com esse álbum, Krokus conseguiu reconhecimento internacional. 

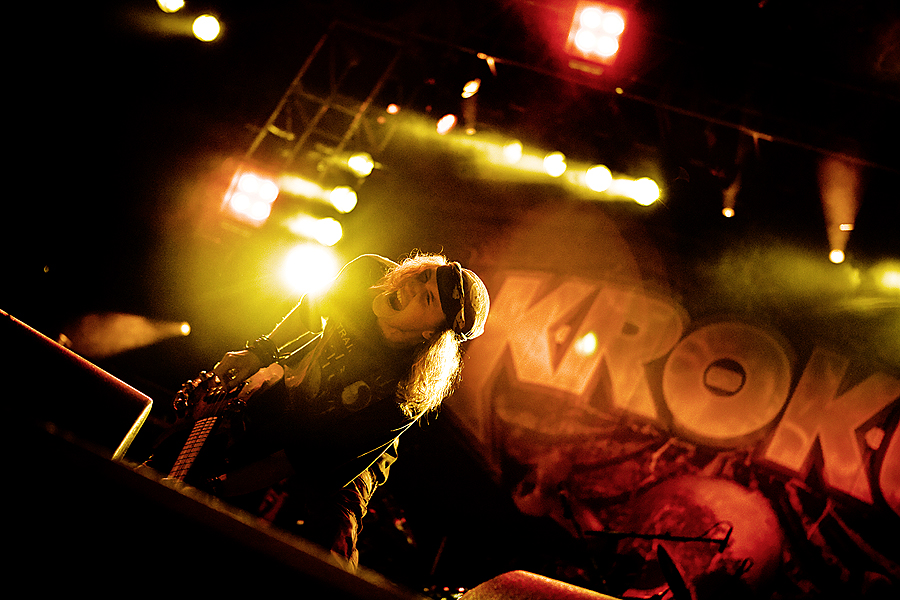
Chris von Rohr

O álbum seguinte, Hardware  de 1981, foi gravado nos Estúdios Hammersmith em Londres e contou com músicas como "Easy Rocker" e "Rock City" que continuam fazendo parte do repertório ao vivo da banda até os dias de hoje.
Em 1982, com um novo empresário americano, Krokus gravou o álbum One Vice at a Time que contém grandes hits como "Long Stick Goes Boom",o cover do The Guess Who "American Woman" e o dueto com Bruce Dickinson do Iron Maiden "I’m on the Run". Chris von Rohr descreve este álbum como “o álbum que AC/DC nunca gravou”, a partir de que a similaridade de Krokus com a banda australiana neste álbum é grande. Este fator causou dúvidas quanto à criatividade da banda e muitas pessoa consideraram a banda como “copiona”. Apesar disso, Krokus foi se tornando cada vez mais popular na Europa e, principalmente, nos Estados Unidos.
O álbum seguinte, Headhunter, foi muito elogiado e conseguiu o status de disco de platina nos Estados Unidos e conseguiu chegar a 25ª colocação nas paradas em 1983. É o álbum de maior sucesso de Krokus até hoje e é amplamente  considerado como a maior realização da banda. Porém todos os álbuns de Krokus conseguiu a platina na Suíça. Headhunter foi muito valorizado pela balada "Screaming in the Night", que ganhou bastante destaque na MTV. Rob Halford, do Judas Priest forneceu os backing vocals para a canção Ready to Burn.
Em 2005 o guitarrista de longo tempo da banda, Fernando von Arb deixou a banda depois de uma cirurgia por problemas no pulso. Mandy Meyer, que já tinha tocado com a banda nos anos 80, substituiu Fernando na formação da banda. Com a nova formação a banda gravou o álbum Hellraiser em 2006 que foi promovido a disco de ouro no na Suíça no primeiro dia de vendas e recebeu críticas positivas por parte da imprensa. Em uma entrevista de 2008, Marc Storace disse que a banda estava de tornando cada vez mais metal.
Em 18 de novembro de 2007 a formação com Chris von Rohr, Fernando von Arb, Fready Steady and Marc Storace se reuniu para tocar "Tokyo Nights", "Bedside Radio" and "Heatstrokes" durante o programa de TV suíço Die grössten Schweizer Hits. Este evento "quebrou o gelo" entre os integrantes da formação de 1982 que, em 2 de agosto de 2008, anunciaram um show de reunião. 
O cover de Krokus Ballroom Blitz da banda Sweet apareceu em 2007 no jogo Guitar Hero Encore: Rocks the 80s.
Em abril de 2008 foi anunciado que a formação clássica da banda com Chris von Rohr, Fernando von Arb, Fready Steady and Marc Storace estaria se reunindo para gravar um novo álbum de estúdio em 2010 com uma turnê para suporte.
Em 2 de agosto de 2008 a banda tocou ao vivo no Stade de Suisse em Berna.

Em 2009 a banda tocou o hino oficial do campeonato de hóquei no gelo 2009 IIHF World Championship que ocorreu em seu país natal Suíça. O nome da canção é "Live for the Action" 
.

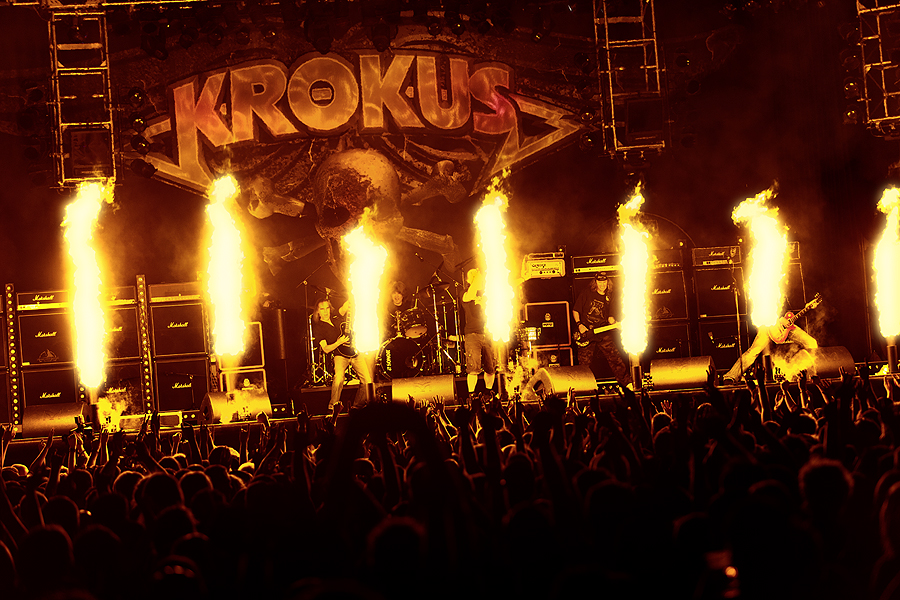
A banda ao vivo

Em 3 de março de 2010 seu álbum mais recente de estúdio, Hoodoo, incluindo um cover do clássico do Steppenwolf "Born To Be Wild" e mais 10 canções foi posto a venda (menos na Suíça) . O álbum conta com uma versão limitada (o que não é uma versão “limitada” no sentido certo da palavra, mas sim apenas uma versão “especial” do álbum) que vem junto com um DVD (provavelmente exclusivo) com imagens de concertos .
A banda anunciou em 11 de setembro de 2018 que encerrará as atividades após uma turnê de despedida.

## O nome da banda
O nome da banda “Krokus” foi retirado do nome de uma flor muito comum no sul da Europa, crocus. Em meados de 1975 o fundador da banda, Chris von Rohr, observou essas flores numa viagem de trem. Ele estava retornando da L’Escole des Chefs da França depois de desistir da carreira na culinária. Foi a partir daí que surgiu a ideia de formar uma banda de metal. Os membros da banda disseram que este era o nome perfeito pois apresenta "rock" bem no meio (Krokus).

## Integrantes
Formação atual
- Chris von Rohr - bateria (1975-1977), vocal (1976-1979), baixo (1977-1983, 1987-1989, 2008-presente), teclados (1975-1983, 1987-1989, 2008-presente)
- Fernando von Arb - guitarra (1976-2004, 2008-presente), baixo, teclados (1976-1983, 1987-2004, 2008-presente)
- Marc Storace - vocal (1979-1988, 1994-1996, 2002-presente)
- Mandy Meyer - guitarra (1981, 2004-2007, 2012-presente)
- Mark Kohler - guitarra (1982-1988, 1994-1996, 2008-presente)
- Flavio Mezzodi - bateria (2013-presente)

## Discografia

### Álbuns de estúdio
- Krokus (1976)
- To You All (1977)
- Painkiller / Pay It In Metal (1978)
- Metal Rendez-vous (1980)
- Hardware (1981) UK #44
- One Vice at a Time (1982) US #53, UK #28
- Headhunter (1983) US #25, UK #74
- The Blitz (1984) US #31
- Change of Address (1986) US #45
- Heart Attack (1988) US #87
- Stampede (1990)
- To Rock or Not to Be (1995)
- Round 13 (1999)
- Rock the Block (2003)
- Hellraiser (2006) US #200
- Hoodoo (2010)
- Dirty Dynamite (2013)
- Big Rocks (2017)

### Álbuns ao vivo
- Alive & Screamin' (1986) US #97
- Fire and Gasoline (2004)
- Long Stick Goes Boom - Live from Da House of Rust (2014)

### Compilações
- Early Days '75-'78 (1980)
- Stayed Awake All Night - The Best (1987)
- The Dirty Dozen (1993)
- Definitive Collection (2000)
- The Collection (2000)
- Best Of (2000)
- Long Stick Goes Boom: The Anthology (2003)
- Original Album Classics (2012)

### Singles & EPs
- "Tokyo Nights" (1980)
- "Heatstrokes" (1980)
- "Bedside Radio" (1980)
- "Winning Man" (1981)
- "Rock City" (1981)
- "American Woman" (1982)
- "Save Me" (1982)
- "Bad Boys Rag Dolls" (1982)
- "Stayed Awake All Night" (1983)
- "Screaming tn the Night" (1983)
- "Midnite Maniac" (1984) #71 Hot 100, #10 US Rock
- "Ballroom Blitz" (1984)
- "Our Love" (1984) #22 US Rock
- "School's Out" (1986) #67 Hot 100
- "Screaming in the Night (Live)" (1987)
- "Let the Love Begin" (1987)
- "Let It Go" (1988)
- "Wild Love" (1988)
- "You Ain't Seen Nothin' Yet" (1994)
- "I Want It All" (2003)
- "Angel of My Dreams" (2006)
- Hoodoo Woman (2010)

### Vídeos & DVDs
- The Video Blitz (1985, VHS)
- Fire And Gasoline (2004, DVD bônus)
- As Long As We Live (2004, DVD)